# PN-3
PN-3 — эстонский одномоторный двухместный самолёт — ближний разведчик, истребитель, моноплан, разработанный в 1936—1937 годах в Эстонии.

## История
В 1936 году инженеры В.Пост и Р.Ньюдорф из Eesti Aeroclubi (Эстонского Аэроклуба) взялись за разработку современного самолёта, способного в ближайшее время заменить многоцелевые машины иностранного производства Hawker Hart и Letov S-228E, состоявшие в то время на вооружении ВВС Эстонской республики. Проект самолёта для армейской авиации был представлен в 1937 году. По заверениям конструкторов, их машину можно было использовать как тренировочный самолёт для летчиков-истребителей, фоторазведчик и наблюдатель. Руководство ВВС согласилось на постройку одного опытного экземпляра, но только в качестве резервного варианта. Эстонцы в это время вели переговоры сразу с несколькими странами о закупке новой техники. В частности, в Голландии их заинтересовали истребители Fokker D.XXI и Fokker G.I, в Великобритании были заказаны Supermarine Spitfire Mk.I и Westland Lysander Mk.I, а в Германии был подписан контракт на поставку партии разведчиков Henschel Hs.126A. Из всего этого многообразия удалось получить только немецкие Hs.126A, поэтому проект эстонских инженеров получил дополнительный толчок к развитию.
Прототип самолёта PN-3 был построен к лету 1939 года. Полеты на нём проводил летчик Петер Ольф, вполне удачно проведя серию испытательных вылетов. ВВС остались довольны новой машиной, однако развернуть серийное производство не успели. Летом 1940 года прибалтийские государства вошли в состав СССР и подавляющее большинство самолётов, попавших в распоряжение ВВС РККА, были отправлены на слом как морально устаревшие. Возможно, PN-3, как современный в то время, это бы не коснулось. Но, в таком случае, его ждала бы та же участь, что литовские ANBO-41 и латвийские Stampe-et-Vertongen SV.5, которым удалось уцелеть в 1940 году, но уже в 1941 почти все они были уничтожены при отступлении Красной армии или захвачены немцами с дальнейшим использованием в прибалтийских подразделениях люфтваффе.

## Страны-операторы модели
- ВВС Эстонской республики

## Тактико-технические характеристики
Технические характеристики
- Экипаж: 2
- Длина: 9.00
- Размах крыла: 10.65
- Высота: 3.38
- Силовая установка: 1 ×  Rolls-Royce Kestrel XI
- Мощность двигателей: 1 × 570 л. с.

Лётные характеристики
- Максимальная скорость: 395 км/ч

Вооружение
2 синхронных 7.62-мм пулемёта